# The Way We Were (banda sonora)
The Way We Were: Original Soundtrack Recording es banda sonora de la película de 1973 del mismo nombre, protagonizada por Barbra Streisand y Robert Redford. Fue publicada en enero de 1974 a través de Columbia Records. La banda sonora consta de 12 canciones, en su mayoría escritas por Marvin Hamlisch, 3 de las cuales son versiones diferentes de «The Way We Were». El álbum fue producido principalmente por Freddie “Fred” Salem, con la excepción de la canción que da nombre al álbum, que fue producida por Marty Paich. Hamlisch y Salem colaboraron para crear 5 nuevas canciones para la banda sonora, mientras que las restantes son versiones.

## Recepción de la crítica
Un escritor no especificado de Record World le otorgó el certificado de “Hit of the Week”, y elogió “la vocalización de Streisand y la música rica y fluida de Hamlisch”. Un escritor no especificado de Cash Box escribió: “La melodía de Barbra es la única no instrumental del álbum, pero musicalmente el material se destaca por sí solo como una excelente producción típica de Fred Salem”. Un escritor no especificado de Billboard indicó que “este LP debería lograr fuertes ventas y una difusión igualmente fuerte en las estaciones MOR”.

## Galardones
| Año  | Premio         | Categoría                                                                            | Resultado | Ref.  |
| ---- | -------------- | ------------------------------------------------------------------------------------ | --------- | ----- |
| 1974 | Premios Grammy | Álbum de Mejor Música Original Escrita para una Película o un Especial de Televisión | Ganador   | [ 4 ] |
| 1974 | Premios Óscar  | Banda Sonora Dramática Original                                                      | Ganador   | [ 5 ] |

## Créditos y personal
Créditos adaptados desde las notas de álbum de The Way We Were.
Personal técnico
- Fred Salem – productor (2–5, 7–11)
- Marty Paich – productor (1, 6, 12)
- Dan Wallin – ingeniero de audio

## Posicionamiento
| Gráfica (1974)                            | Pico de posición |
| ----------------------------------------- | ---------------- |
| Canadá (RPM Top Albums)                   | 23               |
| Estados Unidos (Billboard Top LPs & Tape) | 20               |

## Certificaciones y ventas
| País                  | Certificación | Ventas  |
| --------------------- | ------------- | ------- |
| Estados Unidos (RIAA) | Oro           | 500 000 |